# Hawker's Cove
Hawker's Cove – wieś w Anglii, w Kornwalii. Leży 65 km na północny wschód od miasta Penzance i 354 km na zachód od Londynu.